# Harry Watson
Harry Watson   (Saint John's, 14 de juliol de 1898 - London, 11 de setembre de 1957) va ser un jugador d'hoquei sobre gel canadenc que va competir entre 1913 i 1932.
Nascut a Saint John's, Terranova, Watson va viure a Anglaterra i Winnipeg, abans de traslladar-se a Toronto quan tenia 15 anys. Jugà amb el Whitby Athletics a l'Ontario Hockey Association, el St. Andrews College i el Toronto Aura Lee abans de lluitar a la Primera Guerra Mundial. Durant la guerra serví a la Royal Flying Corps, on fou un as de l'aviació.
Després de la guerra tornà a jugar a hoquei, amb els Toronto Dentals i els Toronto Granites, amb qui guanyà l'Allan Cup de 1921-22 i 1922-23. El 1924 va prendre part en els Jocs Olímpics de Chamonix, on guanyà la medalla d'or en la competició d'hoquei sobre gel.
En acabar els Jocs deixà l'hoquei en un segon pla i tot i no retirar-se fins a 1932 sols va jugar esporàdicament.
El 1962 fou inclòs al Hockey Hall of Fame i el 1998 a l'IIHF Hall of Fame.